# Eliza Lynch
Eliza Alice Lynch Loyd, coneguda com Elisa Lynch i usualment com a Madame Lynch (Comtat de Cork, Irlanda, 1833 - París, França, 25 de juliol de 1886) va ser una figura pública de la Història del Paraguai, que va exercir com a primera dama de facto durant el govern del president de la república del Paraguai, Francisco Solano López (1862-1870), a qui va acompanyar fins a la seva mort.
En la biografia d'Elisa Lynch, titulada Calúmnia i redactada pels escriptors Michael Lillis i Ronan Fanning, es revela que l'acusació habitual que «Madame Lynch era la dona més vilipendiada de la història llatinoamericana, va ser qualificada fins i tot com una cortesana ambiciosa que va seduir a l'hereu del govern del Paraguai, Francisco Solano López, convertint-ho en un dictador sanguinari» formava part de la propaganda de difamació de guerra durant la Guerra de la Triple Aliança, per part dels aliats i actualment van ser refutades. Avui dia, és considerada com una heroïna nacional del Paraguai.

## Origen i primer matrimoni
Va nàixer a Irlanda quan tota Irlanda estava sotmesa a l'imperi d'Anglaterra, és a dir dins del Regne Unit, filla del metge John Lynch i de Jane Lloyd, major de quatre germans, va quedar òrfena de pare als 5 anys.
El 3 de juny de 1850, als quinze anys d'edat, es va casar en la parròquia de Folkestone, comtat de Kent, amb el metge militar francès Xavier de Quatrefages, després destinat en la guerra d'Alger, a Àfrica; aviat van viatjar des d'allí a París. El matrimoni se separaria en 1853, encara que no seria anul·lat fins a molt de temps després.
Als 20 anys, en un ball donat en el Palau de les Teuleries per Napoleó III, Elisa va conèixer a Francisco Solano López, fill del president del Paraguai, Carlos Antonio López, de visita a París i gran admirador de l'emperador, i al germà d'aquest, Benigno.
Francisco Solano López estava recorrent Europa per capacitar-se militarment i buscant materials per a les seves indústries i ferrocarrils, d'enginyers i metges per promoure l'economia del seu país. A Anglaterra havia comprat l'armament necessari i el buc Tacuarí.

## Amb Francisco Solano López

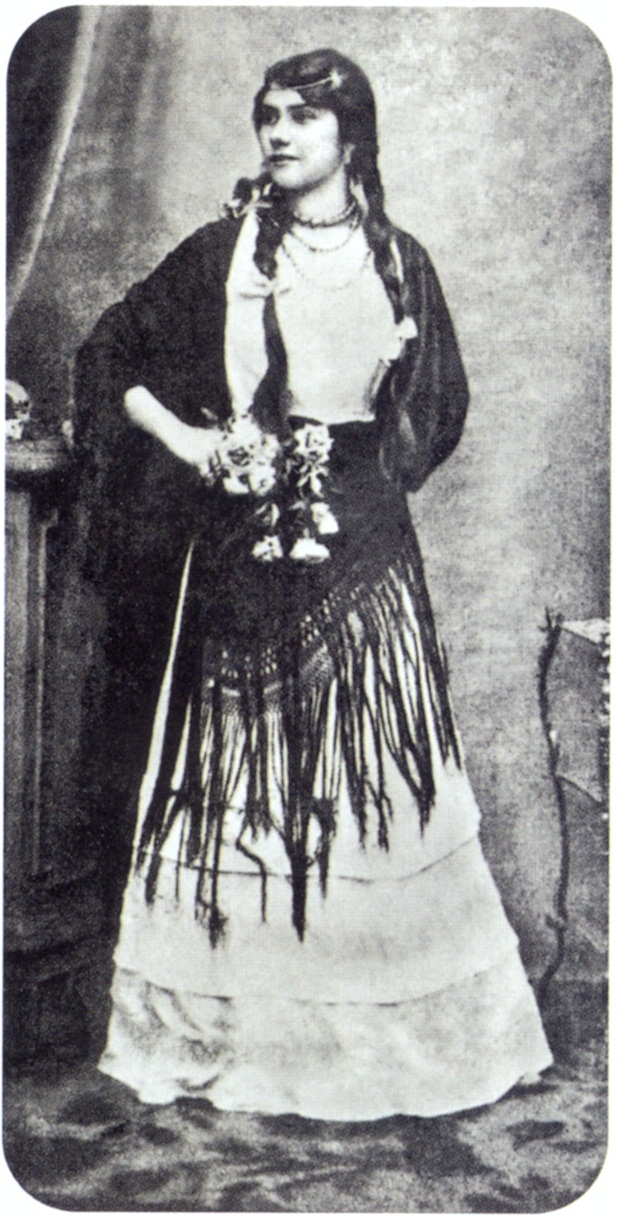
Eliza lynch 1855

Tot i que ella estava encara legalment casada amb Quatrefages, va iniciar una relació amorosa amb Solano López, i va viatjar amb ell al Paraguai. A l'arribada a Buenos Aires, el 1855, va haver de detenir-se per donar a llum al seu primer fill, Juan Francisco López Lynch. Aquest seria després conegut com el Coronel Panchito López, que va morir al costat del seu pare als 14 anys a la batalla de Cerro Corá, tractant de defensar la vida de la seva mare i germans.
En arribar a Asunción es va trobar amb el rebuig de la societat paraguaiana, que rebutjava el divorci i la possibilitat que el fill de el president es casara amb una estrangera, a més divorciada. De manera que no va poder contraure matrimoni amb Francisco, com que tenia intenció de fer.
Amb el pas dels anys va aconseguir trobar un lloc en l'alta societat i fins i tot va aportar tendències i modes, entre elles el teatre de revista, la decoració francesa i la moda europea. Van ser famosos els balls organitzats per Elisa Lynch al Club Nacional on grans personatges de l'època desfilaven per casa.
Va convidar a diverses mestres i professores europees, amb les quals va iniciar l'educació femenina al Paraguai, que fins llavors havia estat gairebé nul·la.
Durant els seus anys de relació amb Francisco Solano López van arribar a tenir 6 fills a més: Corina (1856-1857), Enrique (1858-1917), Federico (1860-c.1904), Carlos (1861-1924) i Leopoldo (1862- c. 1870). El setè fill, anomenat Miguel Marcial, va néixer el 1866, en plena Guerra de la Triple Aliança però va morir al cap de pocs dies a causa del còlera. El mariscal Francisco Solano, en un testament hològraf de 4 de juny de 1865, va reconèixer a tots els fills que va tindre amb Madame Lynch.

## Guerra de la Triple Aliança

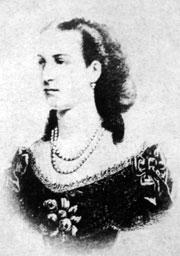
Eliza Lynch

A l'esclatar la Guerra de la Triple Aliança es va donar a si mateixa el títol de "mariscala", i va començar a lluir vistosos uniformes militars. Va acompanyar López en les seves nombroses visites a el front i en la vida de caserna. Es dedicava a curar els ferits i es va transformar en un símbol per a les tropes.
No va posar objeccions a la paranoia que va començar a distingir a el mariscal, i no va protestar davant les successives execucions que aquest va ordenar. No obstant això, va defensar a alguns presoners i va salvar a molts ser afusellats, entre ells a coronel Joan Crisòstom Centurió, que relataria a les seves memòries com Madame Lynch va salvar seva vida, quan havia estat ordenat el seu afusellament.
Va acompanyar al president en la interminable retirada cap al nord, abandonant primer Assumpció i posyeriorment, després d'una dura resistència, tots els pobles de l'interior als seus enemics.
El primer de març de 1870 va esclatar la batalla de Cerro Corrá, després que les forces brasileres mataren López, es van dirigir cap als civils per capturar-los. El fill gran de López i Lynch, Juan Francisco (Panchito) López, que havia estat ascendit a coronel durant la guerra i tenia 14 anys, era amb ella. Els oficials brasilers li van demanar que es rendís, i en respondre "Un coronel paraguayo nunca se rinde" (Un coronel paraguaià no es rendeix mai) va ser afusellat i assassinat pels soldats aliats. En aquesta ocasió, Lynch, després de saltar i cobrir el cos del seu fill, va exclamar "¿Ésta es la civilización que han prometido?" (És aquesta la civilització que heu promès?). Quan els soldats brasilers van intentar apoderar-se violentament d'ella, va aconseguir ser respectada adduint la seva condició de súbdita d'Anglaterra. De manera que els oficials brasilers van ordenar que fos portada a Assumpció. Abans d'això va cavar la fossa en la qual va enterrar els cossos de el mariscal López i del seu fill Panchito.
Després de ser feta presonera, va ser embarcada en un vaixell anomenat Princesa a Asunción, on va ser expulsada de la nació pel recentment establert govern provisional, constituït per paraguaians que havien lluitat a favor de les forces aliades i contra l'exèrcit de López.
En arribar a Asunción li van ser embargats els seus béns, que eren molts, acusada d'haver empobrit el poble paraguaià. Però es va retirar a Europa, on havien estat enviats durant els últims anys de la guerra, diverses caixes amb valors com si foren correspondència diplomàtica, que li van valdre una vida còmoda a París.

## Últims anys

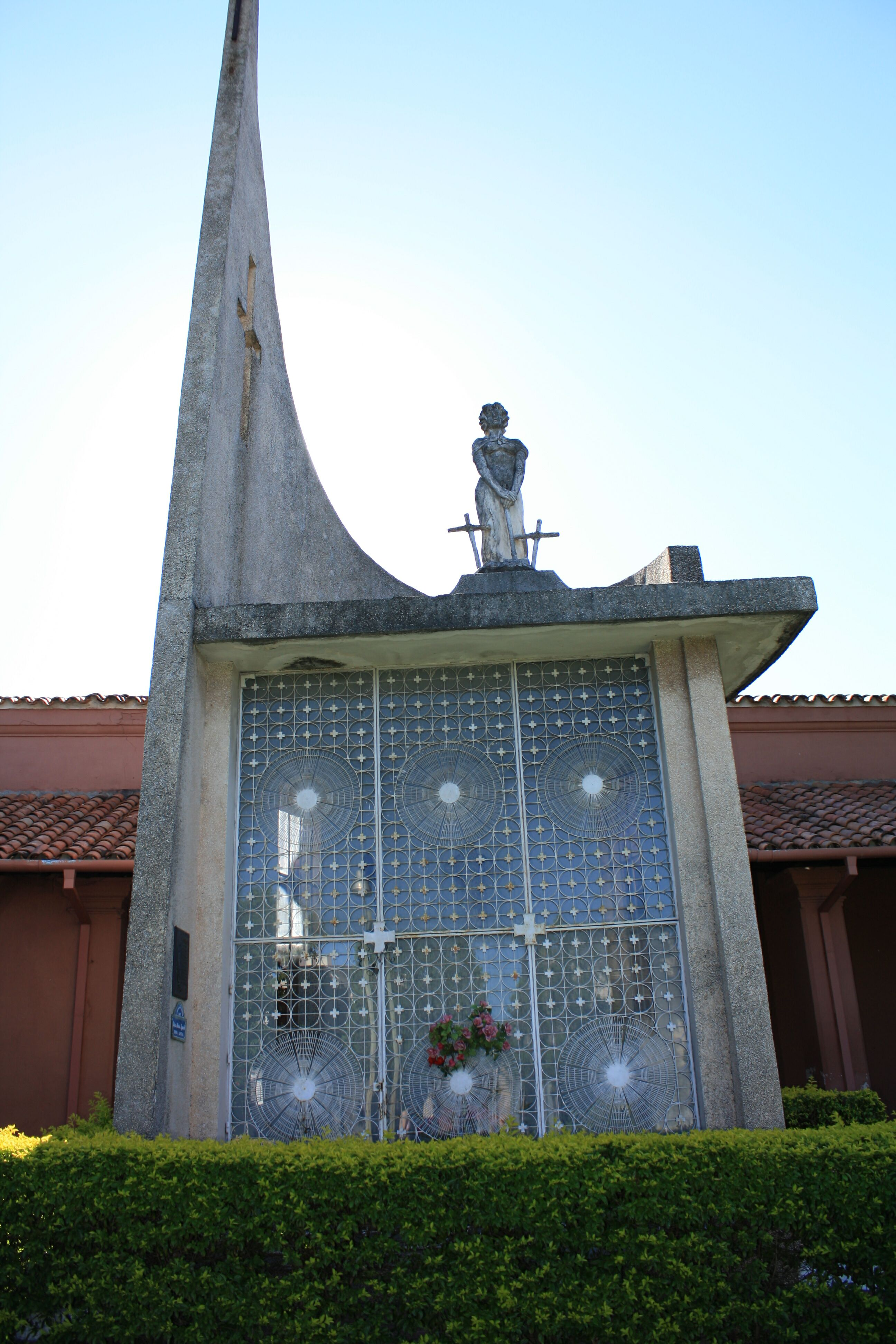
Tomba d'Eliza Lynch

En el seu viatge de retorn va fallar un altre dels seus fills. En arribar al seu destí reclamar judicialment part dels béns embargats, però un judici interminable va acabar per adjudicar-los a Brasil, com a compensació de guerra. No obstant això, molts dels béns i riqueses que per si mateixa va declarar davant un tribunal anglès el 1871, fins i tot infravalorats per ella, ja suposaven una evidència en contra del seu reclamat dret.
Encara va poder disposar d'alguns fons que Francesc havia posat al seu nom a Londres, amb els quals va fer un viatge a Alexandria, el Caire, Jerusalem i París.
L'octubre de 1875 va tornar a Asunción, a reclamar els seus béns embargats, però va ser expulsada a l'endemà. Llavors es va establir a Buenos Aires, on va publicar el llibre "Exposición i Protesta", amb el qual es defensava de les acusacions en contra seu; va resultar un escrit confús i excessivament llarg, que no va poder acabar amb el mite de la seva riquesa mal tenint. No hi havia a l'Argentina ningú disposat a sortir en defensa de l'últim boc expiatori de la Guerra del Paraguai. De manera que va tornar a París, on es va establir definitivament.
Va morir en un apartament de París el 26 de juliol de 1886, als 53 anys, víctima d'un càncer estomacal. Va estar enterrada al cementiri del Père Lachaise, de la mateixa ciutat fins a juliol de 1961 quan, un cop rehabilitada la seva figura pel govern d'Alfredo Stroessner i convertida en heroïna nacional, les seves restes van ser portats per mar solemnement al Paraguai i van quedar dipositats a Asunción, al Museu Històric de el Ministeri de Defensa, en una urna de bronze. També es va batejar un carrer amb el seu nom.

## Llegat i percepció històrica
Alguns historiadors creuen que Eliza Lynch va ser la responsable d’induir Francisco Solano López a iniciar la guerra del Paraguai. Durant la seva etapa com a Primera Dama, Eliza Lynch va educar la societat paraguaiana en molts costums europeus i va ser principalment responsable de la introducció d'esdeveniments i clubs socials. És considerada una figura destacada de la guerra pel seu suport a les tropes i la seva voluntat de romandre amb López fins l'amarg final. També va presentar els sopars de protocol amb els ambaixadors i va ordenar la composició de diverses cançons. Aquesta música perdura fins avui dia. Va transformar la dona paraguaiana en la seva manera de vestir i pensar.

### En la literatura

#### No-ficció
- «La mariscala: Elisa Lynch, protagonista en las sombras de la Guerra de la Triple Alianza» (en castellà) per Siãn Rees. (2004) ISBN 9789500425308
- «The Shadows of Elisa Lynch: how a nineteenth-century Irish courtesan became the most powerful woman in Paraguay» (en anglès) per Siãn Rees. (2004) ISBN 9780755311156
- «The lives of Eliza Lynch: scandal and courage» (en anglès) per Michael Lillis i Ronan Fanning. (2009) ISBN 9780717146116
- «Calumnia: la historia de Elisa Lynch y la Guerra de la Triple Alianza» (en castellà) per Michael Lillis i Ronan Fanning. (2009) ISBN 9995390701
- «Elisa Alicia Lynch: guerrera contra los Ingleses y la Triple Allianza» (en castellà) per Georges Fournial i Rubén Bareiro Saguier. (2008) ISBN 9995300753
- «La gran infortunada: Alicia Elisa Lynch» (en castellà) per Josefina Plá. (2007) OCLC 176892124

#### Ficció
Eliza Lynch és sovint assenyalada com la predecessora paraguaiana de l'argentina Eva Perón (sense el canvi d'ànim de l'elitisme aristocràtic a defensor dels oprimits). A causa de l'atractiu melodramàtic de la seva història, es van escriure molts relats ficticis de la seva vida en aquell moment i fins als nostres dies, però el registre històric és una mica ignorat i es pren les llibertats per maximitzar l'efecte dramàtic. Algunes d'aquestes novel·les són:
- «Noticias desde Paraguay» (en castellà) per Lily Tuck. (2005) ISBN 9788425339738
- «Elisa Lynch biografía novelada de la heroína paraguaya» (en castellà) per Sixta Segovia de Giuliano. (1968) OCLC 578647905
- «Woman on horseback; the story of Francisco Lopez and Elisa Lynch» (en anglès) per William E Barrett. (1952) OCLC 748711
- «The pleasure of Eliza Lynch» (en anglès) per Anne Enright. (2008) ISBN 9780099436942
- «Elisa Lynch: una irlandesa en el Paraguay» (en castellà) per Mabel Pagano. (2013) ISBN 9875564397
- «El secreto de Madame Lynch» (en castellà) per Antonio Salum-Flecha. (2010) ISBN 9995373394
- «Madame Lynch evocación» (en castellà) per María Concepción L de Chaves. (1957) OCLC 947269127
- «La Dama del Paraguay» (en castellà) per Hector Pedro Blomberg. (1942) OCLC 912532068
- «The Empress of South America» (en anglès) per Nigel Cawthorne. (2003) ISBN 9780099428091
- «Visions» (en anglès) obra dramàtica per Louis Nowra. (1978)
- «Pancha Garmendia y Elysa Lynch: opera en cinco actos, inspirada libremente en los personajes históricos del mismo nombre» òpera per Augusto Roa Bastos. (2006) ISBN 9789992597576

### Pel·lícula
En 1998 el president argentí Carlos Menem va encarregar la producció d'una pel·lícula sobre el Francisco Solano López i Eliza Lynch. Eliseo Dubiela va ser elegit com a director de la pel·lícula, que s'anomenaria Corazones en llamas, i posteriorment va ser reanomenada Banderas de fuego. La producció va patir molts problemes i eventualment es va descartar el projecte.
A la pel·lícula biogràfica de 2014 «Eliza Lynch: Queen of Paraguay», Eliza Lynch va ser interpretada per Maria Doyle Kennedy.